# Tisno
Tisno är en ort i Kroatien.   Den ligger i staden Grad Šibenik och länet Šibenik-Knins län, i den södra delen av landet, 220 km söder om huvudstaden Zagreb. Tisno ligger 56 meter över havet och antalet invånare är 1 384.
Terrängen runt Tisno är platt åt sydväst, men åt nordost är den kuperad. Havet är nära Tisno åt sydväst.  Närmaste större samhälle är Vodice, 12,2 km öster om Tisno. 